# Klaus De Rottwinkel
Klaus De („Dieter“) Rottwinkel (* 1958 in Düsseldorf) ist ein deutscher Schriftsteller und Fernsehautor.
Er war unter anderem für Fernsehshows wie Alles Nichts Oder?! und Geld oder Liebe tätig. Außerdem schrieb er die Bücher für die Echo-Verleihung 2001 und die Show zu Hape Kerkelings 40. Geburtstag. Er arbeitet auch schriftstellerisch mit Jürgen von der Lippe zusammen, mit dem er ein Buch als Co-Autor schrieb, ein weiteres herausgab. Klaus De Rottwinkel ist verheiratet und lebt im Sauerland. Sein erstes Buch, eine Gitarrenschule, erschien 1981 im Zwiebelzwerg Verlag in Düsseldorf.

## Werke (Auswahl)
- Blödsikon. Goldmann, 2002, ISBN 3-442-45268-6
- Hartkekse für Bundspechte. Erb, Düsseldorf 1985, ISBN 3-88458-081-7
- (Mit Jürgen von der Lippe:) Wie rede ich mich um Kopf und Kragen. Goldmann, 1999, ISBN 3-442-44375-X
- (Mit Jürgen von der Lippe:) Kerzilein - Kann Weihnacht Sünde sein?.